# Игл Вилиџ (Аљаска)
Игл Вилиџ (енгл. Eagle Village) насељено је место без административног статуса у америчкој савезној држави Аљаска.

## Демографија
По попису из 2010. године број становника је 67, што је 1 (-1,5%) становника мање него 2000. године.
| Група                 | 2000.      | 2010.      |
| Амерички староседеоци | 30 (44,1%) | 26 (38,8%) |
| Белци                 | 38 (55,9%) | 37 (55,2%) |
| Афроамериканци        | 0 (0,0%)   | 1 (1,5%)   |
| Азијати               | 0 (0,0%)   | 1 (1,5%)   |
| Хиспаноамериканци     | 0 (0,0%)   | 0 (0,0%)   |
| Укупно                | 68         | 67         |